# Morti nel 1231
| Questa pagina contiene informazioni ricavate automaticamente dalle voci biografiche con l'ausilio del template Bio e di un bot. L'aggiornamento è periodico e automatico e ricostruisce completamente la pagina. Se manca una persona in questa lista, sei pregato di non aggiungerla, ma accertati piuttosto che la sua voce biografica contenga il template Bio e che i dati anagrafici siano correttamente compilati. Se il template Bio manca, inseriscilo tu stesso o, in alternativa, metti l'avviso {{tmp\|Bio}} che ne segnala la mancanza. Se i dati riportati sono sbagliati, correggi direttamente la voce biografica; le modifiche saranno visibili in questa lista entro pochi giorni. Per chiarimenti vedi il progetto biografie. La lista contiene solo le 29 persone che sono citate nell'enciclopedia e per le quali è stato implementato correttamente il template Bio. Pagina aggiornata al 10 ago 2025. |

- 6 aprile - Guglielmo il Maresciallo, II conte di Pembroke, nobile britannico (n. 1190)
- 7 maggio - Beatrice II di Borgogna, nobile
- 13 giugno - Antonio di Padova, religioso e presbitero portoghese (n. 1195)
- 11 luglio - Agnese di Beaujeu, regina
- 3 agosto - Richard le Grant, arcivescovo inglese
- 15 agosto - Jalal al-Din Mankubirni, sovrano turkmeno (n. 1199)
- 28 agosto - Eleonora del Portogallo, regina (n. 1211)
- 29 agosto - Giovanni da Perugia, francescano italiano
- 29 agosto - Pietro da Sassoferrato, francescano italiano
- 3 settembre - Guglielmo II di Dampierre, nobile
- 15 settembre - Ludovico I di Baviera, duca (n. 1173)
- 21 settembre - Riccarda di Baviera, contessa
- 3 novembre - Guglielmo d'Auxerre, teologo e filosofo francese
- 3 novembre - Ladislao III Laskonogi, nobile
- 4 novembre - Elena Enselmini, religiosa italiana (n. 1207)
- 6 novembre - Tsuchimikado, imperatore giapponese (n. 1196)
- 17 novembre - Elisabetta d'Ungheria, nobile e santa ungherese (n. 1207)
- 28 novembre - Valdemaro il Giovane, re danese (n. 1209)
- ʿAbd al-Laṭīf al-Baghdādī, medico, storico e egittologo iracheno (n. 1162)
- Aurembiaix di Urgell, contessa (n. 1196)
- Paolo Cicala, nobile e politico italiano
- Elisabetta di Brandeburgo, nobile tedesca
- Folchetto di Marsiglia, vescovo cattolico, trovatore e beato francese
- Thomas di Galloway, nobile scozzese
- Giacomo II, vescovo cattolico italiano
- Gualtiero di Palearia, vescovo cattolico e politico italiano
- Mastro Filippo, scultore e architetto italiano
- Zhao Rugua, scrittore cinese (n. 1170)
- Bertrand de Thessy, francese